# Zorka Wollny
Zorka Wollny, właśc. Zofia Wollny (ur. 1980) – polska artystka wizualna i akademiczka.

## Edukacja
Studiowała historię sztuki na Uniwersytecie Jagiellońskim (2000-2001) oraz sztuki wizualne w Sabanci Universitat (2005), Stambuł, Turcja. Absolwentka krakowskiej ASP – dyplom "Muzeum. Choreografia" (2006) w Pracowni Intermedialnej Zbigniewa Sałaja i Grzegorza Sztwiertni. Doktorat: "Relacje między muzyką a sztukami wizualnymi w XX i XXI wieku", Akademia Sztuk Pięknych w Krakowie (2013). Habilitacja: "Ofelie. Ikonografia szaleństwa" (2017), Akademia Sztuk Pięknych w Gdańsku. Od 2010 pracuje na Akademii Sztuki w Szczecinie.

## Twórczość
Prekursorka zwrotu performatywnego w sztuce polskiej. Prace choreograficzne takie jak Muzeum (2006) i Chodzony na Kolekcję Sztuki XX i XXI wieku (2007) zaliczane są do jednych z pierwszych realizacji nurtu krytyki instytucjonalnej. Związana ze sztuką zaangażowaną społecznie, w roku 2001 wraz z Fundacją 36,6 reprezentowała polskie środowisko twórcze na 4 Forum Społecznym w Mumbaju.
Od 2004 roku tworzy kompozycje akustyczne w przestrzeniach publicznych; opuszczonych fabrykach, kopalniach, ruinach i muzeach. W latach 2004 - 2010 współpracowała z kompozytorką Anną Szwajgier, następnie z Arturem Zagajewskim (2010-2012), Jasmine Guffond (2015-2019) i Christine Schörkhuber (2017-2019). W latach 2019 - 2023 liderka zespołu Psychedelic Choir.
Komponowała m.in. na zamówienie Festiwalu Warszawska Jesień (2011), Zachęty Narodowej Galerii Sztuki (2009, 2011), Muzeów Narodowych w Krakowie i Gdańsku, Muzeum Sztuki w Łodzi. Następnie jej spektakle muzyczne otwierały festiwale teatralne i muzyczne takiej rangi jak Steirischer Herbst w Austrii (2019) czy CTM Transmediale w Berlinie (2018, 2020)  i Rio de Janeiro (2020).
Jej instalacje dźwiękowe oraz prace filmowe były prezentowane na całym świecie, m.in. na Chicago Architecture Biennial (2019), Biennale do Mercosul w Porto Allegre (2019), De Appel w Amsterdamie (2018), Heroines of Sound Festival w Berlinie (2018), Muzeum Turner Contemporary w Margate (2010) czy Royal College of Art w Londynie (2009).
W 2022 roku Fundacja Muzyki i Sztuki w Dreźnie postanowiła uhonorować artystkę za całokształt twórczości nagrodą z okazji dziesiątej rocznicy powstania fundacji, nagrodę przyznano za łączenie dziedzin sztuki i muzyki współczesnej. Następnie odbyła się retrospektywna wystawa artystki zorganizowana przez Kunsthaus Dresden (2023).

## Prace w kolekcjach
Prace artystki znajdują się w zbiorach m.in. Muzeum Narodowego w Krakowie (Muzeum, 2006), Muzeum Sztuki w Łodzi (Sześć sylwetek na tle kolekcji, 2007) Zachęcie Narodowej Galerii Sztuki (Ballada na gmach Zachęty, 2009), Instytucie Sztuki Wyspa (Mieszkam w Ikea 2004), Kolekcji Małopolskiej Fundacji Muzeum Sztuki Współczesnej (Martwa natura (2004), z Romanem Dziadkiewiczem). W kolekcji Dolnośląskiego Towarzystwa Zachęty Sztuk Pięknych znajduje się nagranie spektaklu/performensu Zorki Wollny Ofelie. Ikonografia szaleństwa, zrealizowanego w Muzeum Sztuki w Łodzi w 2012 roku.

## Publikacje
- Zorka Wollny. Let's Make Noise! Composing for Democracy, red. Jarosław Lubiaka, TRAFO Trafostacja Sztuki w Szczecinie, Wydawnictwo Naukowe Wydziału Malarstwa i Nowych Mediów Akademii Sztuki, Kunsthaus Dresden - Städtische Galerie für Gegenwartskunst, Szczecin-Drezno 2024.
- Zorka Wollny. Ofelie. Ikonografia Szaleństwa, red. nauk. Zofia (Zorka) Wollny, Sonia Nieśpiałowska-Owczarek, Anka Herbut, tłum. Łukasz Mojsak, Łódź : Muzeum Sztuki, Wydawnictwo Naukowe Wydziału Malarstwa i Nowych Mediów Akademii Sztuki, Szczecin 2018.
- Zorka Wollny. The Museum Theater / in Zsarb. mit: Anna Szwajger, Magdalena Przybysz ; [Übers. Alexandra Bootz, Marcin Zastrozny und Irina Weischedel], Städtisches Museum Abteiberg, Mönchengladbach 2012.

## Dyskografia
Singing Machine, płyta winylowa, wydawnictwo: Errant Bodies Press & LWL Zeche Hannover Migrationsmuseum, Berlin 2023
Lullabies To Wake Up (z Christine Schörkhuber), CD, wydawnictwo: Inexhaustible Editions, Ljubliana 2022
Ptaki/Birds (z Jasmine Guffond) , CD, wydawnictwo: Audio Art Festival, Kraków 2018
Seven Minatures on El Hadji Sy (z Christine Schörkhuber), płyta winylowa, wydawnictwo: Center of Contemporary Art Ujazdowski Castle, Warszawa 2015
The Greatest Hits (z Anną Szwajgier), kaseta, wydawnictwo: Super, Łódź 2015
Resonance Assembly. Mix , płyta winylowa, wydawnictwo: Altanowa Press, Lublin 2015
Zakon/Order (z Theresa Stroedges), CD, wydawnictwo: Ośrodek Kultury i Rekreacji w Świeciu 2015
Resonance Assembly. Composition for Factory, CD, wydawnictwo: District, Berlin 2014

## Nagrody i stypendia
Nagroda Naukowa Uniwersytetu Szczecińskiego za osiągnięcia w dziedzinie sztuki (Zachodniopomorskie Noble 2023), Nagroda Die Stiftung Kunst und Musik für Dresden za osiągnięcia artystyczne (2022), Grant naukowo-badawczy Naukowej Agencji Wymiany Akademickiej i (Synetetyczne Nauczanie) realizowany w Królewskiej Duńskiej Akademii Sztuki w Kopenhadze (2020), Grant badawczy Senatu Miasta Berlina na serię rzeźb dźwiękowych (2019). Zakwalifikowana do konkursu Preis der Nationalgalerie Hamburger Bahnhof - Museum für Gegenwart - Berlin (2019), zakwalifikowana do nagrody Frieze Artist Award na Frieze Art Fair London (2018). W 2017 roku otrzymała dotację Ministra Kultury i Dziedzictwa Narodowego RP na projekt Impossible Opera i stypendium Edith-Russ-Haus für Medienkunst w Oldenburgu. W 2012 roku otrzymała dotację Narodowego Centrum Kultury na projekt "Teatr Muzeum" oraz stypendium badawcze w Abteiberg Muzeum w  Moenchengladbach. Laureatka Nargody Magazynu Arteon 2010. Stypendystka Ministra Kultury i Dziedzictwa Narodowego RP (2008/2009, 2004/5). Wyróżniona nagrodą Ministra Kultury i Dziedzictwa Narodowego w 8. konkursie im. Eugeniusza Gepperta (2007). Stypendystka Włoskiego Ministerstwa Kultury (2007/2008) i Cittadellarte Fondazione Pistoletto, 2007. Finalistka konkursu Spojrzenia Deutsche Banku (2009).

## Wystawy indywidualne
- 2024 "We Insist! " Musica Festival. La Chaufferie, Strasbourg, FR[40]
- 2023 VOICES/STIMMEN, wystawa retrospektywna, Kunshaus Dresden, DE[41]
- 2021 "Let’s Make Noise, Sisters!" Edith-Russ-Haus for Media Art, Oldenburg DE[42], "We Insist!" Miejski Ośrodek Sztuki Gorzów Wielkopolski[43]
- 2020 "Środowisko. Retrospektywa na przyszłość" Trafostacja Sztuki w Szczecinie[44]
- 2019 Silent Tide, Jozef Kollar Gallery, Banska Stiavnica[45]
- 2017 "Gentle Distractions " z Keren Shalev, Flugwerk Berlin[46], "Sound Seances" z Hans Castrup Edith-Russ-Haus für Medienkunst, Oldenburg[47] "Unmögliche Oper/Impossible Opera", Edith-Russ-Haus für Medienkunst, Oldenburg[48], Experimental Cinema: Zorka Wollny, LAB1 Cinema, Eindhoven
- 2016 Kaddu Ndar, Waaw Gallery, Saint Louis (Senegal)[49], Koncert na Cricotekę, Tadeusz Kantor Museum, Kraków[50], Zakon/Order, Hilbert Raum Gallery, Berlin[51]
- 2015 Współprace/Collaborations, Galeria Manhattan, Łódź[52], Zakon/Order, Theutonic Castle, OKSiR Świecie[53]
- 2014 Collaborations Platan Gallery, Polish Institute, Budapest
- 2012 Ophelias. Iconography of Madness, Muzeum Sztuki, Lodz[54], The Museum Theatre, Abteiberg Museum, Moenchengladbach[55], Czarna seria/Black series, Zona Sztuki Aktualnej, Szczecin[56]
- 2011 Dialogues With Polish Art- Zorka Wollny, Sculpture Workshop, Edinburgh
- 2010 Music from the White Cube, Sierra Meteo, Edinburgh, Złe Sny / Nagroda Arteonu, Stary Browar Poznań[57]
- 2009 Six Silhouettes on the Backdrop of the collection, Museum of Art, Łodz[58]
- 2008 – "Ucieczka z kadru", wystawa w Galerii Starter, Poznań[59]. "Muzeum", wystawa w Galerii Okna, CSW Zamek Ujazdowski, Warszawa.
- 2006 – „Muzeum – performance taneczny”, Muzeum Narodowe w Krakowie[60].
- 2005 – „Sabanci” – wystawa w Galerii Fait, Kraków[61].
- 2004 – „Mieszkam w Ikea”– tygodniowy performance, Ikea Kraków[62]; „Koncert na Wysokie Obcasy” – z Anną Szwajgier, Uniwersytet Jagielloński, Kraków[63].
- 2003 – „prowi_zorka i inni” – wystawa w ramach projektu „Komisariat”, ASP Kraków[64].

## Wystawy zbiorowe
- 2024 The Ocean’s Walls, Budapest Gallery, HU, B-Shapes (with Lungomare Collective) Horizon Europe Projekt für Forschung, Innovation und Aktion, EU, Steps/Kroki, Galeria Entropia & BWA Wrocław, PL, No Borders Theater Festival Cieszyn/ Czeski Cieszyn, PL/CZK, Sound Installations. Wollny&Topolski, Instytut Kultury Miejskiej, Gdańsk, PL
- 2023 The Listening Biennial, Istanbul, Berlin, Bergen, Belgrade, Bangkok, Frequently Asked Questions, Uffer Hallen/NBK Berlin, DE, All We Have Here is What We Always Had, Werktank, Leuven, BE, Social Ecology, National Museum in Szczecin, PL, DUOS Festival, Kilifi/Mombasa KE, Cash (Psychedelic Choir) Errant Sound, Berlin, DE, SPIKR live (with Psychedelic Choir) Oslo, NR
- 2022 Black Land – Performing Memory, Neues Museum Berlin DE, ŠŠŠŠŠŠ Festival (Psychedelic Choir), Kutna Hora, CZK, Nordost Sudwest, Kunsthaus Dresden/Robotron Kantine DE, Chromatic Wednesdays (Psychedelic Choir) Appartment Projects Berlin DE, We Are All Emotional!, Divadlo X10 Prague CZK, FUTUR 21 / Kunst Industrie Kultur, Ruhr Gebiet DE
- 2021, Borsing Amp Festival (with Psychedelic Choir), Museum Kesselhaus Herzberge Berlin DE, DUOS Festival (curating) Kilifi KE, Skulpturenpark Berlin-Zentrum, ZKU Berlin DE, Generation After 5. SHowcase, Nowy Teatr Warszawa PL, We Insist! (solo show) MOS Gorzow, PL, TAG DER CLUBKULTUR : CLUBCOMMISSION X CTM FESTIVAL, (Psychedelic Choir) HKU Berlin DE
- 2020 The 12th Mercosul Biennial, Porto Allegre, Sound Scene Festival; UnSeen, Washington D.C., Let’s Make Noise Sisters! musical, Komuna Warszawa PL, Interstitial Spaces, Kunstraum Bethanien, Berlin, Nach dem Beaufsichtigen der Maschinen – Was bedeutet Artbeit heute? Engelskirchen DE, DIGITAL CULTURES FESTIVAL; The Sound Intervention Service, Warszawa/London, Naduzycia, Contemporary Museum Wrocław PL, SURVIVAL 18/ WASTELAND (z Christine Schorkhuber) Wrocław PL
- 2019 Novas Frequencias Festival, MAM, Rio de Janeiro, Jemp Festival, Arts Territory, London, Steirischer Herbst Festival, Graz, Chicago Architecture Biennial, Chicago, When Artists Enter Factories, BAT, New York, Change Choir Church Concert (solo work), Standards, Milan, Instalakcje Festival, Teatr Nowy, Warszawa, Biennale Warszawa, Warszawa , The Palace of Ritual, Palazzo Donà Brusa, Venezia, Rosa, Curated Affairs, Dusseldorf, We all Meet at the Same Place, BWA Wrocław, From Breath to Matter, Kunsthaus KuLe, Berlin
- 2018 Dissent – Hebbel am Ufer Theater, Berlin – CTM Festival opening concert, Uncanny Valleys of Possible Future, Kunstraum Bethanien, Berlin, Blick Wendungen, Landesmuseum fur Moderne Kunst, Frankfurt Oder, The Anonymus Song – Liebig 12, Berlin, Fluesterpost –  Landesmuseum fur Moderne Kunst, Frankfurt Oder, Montag Modus, Collegium Hungaricum Berlin, Powolność/Slavness, TRAFO Center for Contemporary Art, Szczecin, [Insert Title], Kleine Humboldt Galerie, Berlin, Speak in Order that I May See You…Christine Koenig Gallery, Vienna, Zeitgeistlos (Curated by), Knoll Gallery, Vienna
- 2017 Everything is getting better. Unknown Knowns of Polish (Post)Colonialism, Savvy Contemporary, Berlin, Amsterdam Art Week (Impossible Opera) De Appel, Amsterdam, Vox Populi. The Unwelcome (concert), TRAFO, Szczecin, The Witching Hour (concert), ISCP, New York, Heroines of Sound Festival, Radialsystem Berlin, Museum Choreography, Tartu Museum of Art, The Collective City: Artists as actors of urban change, conference, Folkstheater, Frankfurt Oder, Experimental Cinema: Zorka Wollny, LAB1 Cinema, Eindhoven, Polenbegeisterungswelle, Kunstquartier Bethanien, BerlinAwangarda. Sen Paradoksalny, Museum of Sopot
- 2016 Unlearning the Given, Savvy Contemporary, Berlin, Sic! Four Seasons, Warszawa, Wunderbar Worterbuch Wedding, Wedding Gallery, Berlin, Narracje “Kingdom 60,8 m a.s.l.”, Gdańsk, One Caucasus, Tbilisi, Georgia, International Shakespeare Festival, Gdansk, Warsaw under Construction, Museum of Modern Art, Warsaw, Nowe Ilustracje/ New Ilustrations, Galeria Arsenał, Białystok, Dzikie Pola. Historia awangardowego Wrocławia, Museum of Contemporary Art Wrocław
- 2015 CTM Festival, Berlin, What’s Plain Invites Pattern, Palermo, Satellite Affects and Other Lines of Flight, District Berlin, Midnigight Show, BWA Design, Wrocław,Transgresje – Art in Public Space, Torun, Endospores, Bunkier Sztuki, Kraków
- 2014 Foreignness of Sound, Instytut of Contemporary Art, London, Jazz and Experimental Music from Poland, Istanbul, 600 Steps (dance project), Warsaw – Istanbul, FF – Temporary Authonomus Zone – Studio Theatre, Warsaw, Body/Mind International Dance Festival, Warsaw, Festiwal WarSoVie, Zachęta National Gallery of Art, Warsaw, New Horizons – International Film Festival, Wroclaw, Manifestacje romantyczne, BWA Nowy Sacz, W stronę instytucji krytycznej/Towards Critical Institution, Galeria Arsenał, Poznań, Grassowanie, Galeria Miejska, Gdansk, Stendhal Syndrome, Zona Sztuki Aktualnej, Szczecin
- 2013 Re.act.feminism – a performing archive, Akademie der Künste, Berlin, No Woman No Art Festiwal, Poznan, Dźwiękowiska CSW Łażnia, Gdansk, International Shakespeare Festival, Gdansk, Dzień jest za krótki/A Day is not Enough, Contemporary Museum Wrocław, BWA Jelenia Góra, Galeria Arsenał Poznan, Wolny Strzelec/Freelancer, Zachęta National Gallery of Art, Warsaw
- 2012 Ausstellung Cage 100: Opening Spaces for Action, Galerie für Zeitgenössische Kunst Leipzig, Relokacje, Bydgoszcz, Macierzyństwo/Maternity, Warsztaty Kultury, Lublin, Mixer Festival, Belgrade, Follow the White Rabbit, Dortmunder Kunstverein, Medialny stan wyjątkowy, National Museum, Szczecin
- 2011 International Festival of Contemporary Music – Warsaw Autumn (solo project: Oratorio in collaboration with Zachęta National Gallery of Art ) Warsaw, Interpunctie,  Frans Masereel Centrum, Kasterlee, Alternativa International Contemporary Visual Art Festival, Wyspa Institute of Art, Gdansk, Politisticoi Camping -Theatre Festival, Heraklion, Blackbox Rolling Residency, Bazel, You are here, Turner Contemporary, Margate, Solidarność Camp, Gdańsk (Wyspa Institute of Art), Brussels (Royal Flemish Theatre), Madrid (Matadero), Young Polish Artists on Tour, Madryt (Espacio Trapezio), Berlin (Wedding), For Kids and Adults, BWA Wrocław oraz Museum of Contemporary Art Belgrade, Dyfuzje współczesności, Ujazdowski Castle, Warsaw, Inspiracje Festival, 13 Muz Gallery, Szczecin, Efekt pasażu, Otwarta Pracownia, Krakow
- 2010 Postmonument  Sculpture Biennale, Carrara, Nepotists, oportunists, freaks, friends and strangers intersecting in a grey zone, Z33, Hasselt, East goes East, Outpost Gallery, Norwich, Music from the White Cube: episode 1, Sierra Meteo, Edinburgh, Słopiewnie (solo project), Jelenia Gora, Summer solstice (solo project) with Magdalena Przybysz (choreographer), Malta International Theatre Festival, Poznan, Follow the White Rabbit, Bunkier Sztuki, Krakow, Focus Łodź Biennale, Lodz, Body in the libary, Design Gallery, Wroclaw, Spoken movies, Wro Art Center, Platan Gallery Budapest "Na wulkanie. Krzysztof Niemczyk", Galeria LTZPSP, Lublin;
- 2009  Take a look at me now, Sainsbury Centre for Visual Arts, Norwich, The ever mass land, Nadine Studios, Brussels, The friends of divided mind, Royal College of Art, London, Points d’Impact, Mottatom, Geneve, Spojrzenia, Zacheta National Gallery of Art, Warsaw, Piekło rzeczy/ Hell of things, Kronika Gallery, Bytom, International Guerilla Video Festival, Dublin, Void Academy of Visual Arts, Vienna"Alfabet Polski", BWA, Tarnów;
- 2008 Poland Street Underground, IAM London, 5TM The Young Triennial, Centre of Polish Sculpture, Oronsko "Establishment (źródłem cierpień)", CSW Zamek Ujazdowski, Warszawa; 5. Triennale Młodych, CRP Orońsko; "No Borders – European Exhibition of Young Artists" La Centrale Electrique,Bruksela. "Moja matka nie jest boska", Bunkier Sztuki, Kraków.
- 2007 – "Malarstwo – prąd zmienny" BWA, Wrocław. "Open Studio'", Cittadellarte Fondazione Pistoletto, Biella. "In Loco", Florencja. "Points d'Impact", Mottatom, Genewa. "Lighthouse Ankara", przestrzen miejska, Ankara. "Mechaniczna Pomarancza", Galeria Sektor I, Katowice."Tralogo Festival", Teatro Franco Paverti, Mediolan. "We like it a lot!", Nettie Horn Gallery, Londyn. "Wideokonotacje/Videokonnotationen" Krakauen-house, Norymberga. "Lady Fest", Galeria Dla..., Toruń. "Muzeum jako Świetlany przedmiot pożądania", Muzeum Sztuki w Łodzi.
- 2006 – „Imhibition – Panel Prac”, Muzeum Narodowe w Krakowie. „Models for the Fictional Academy”, Hungarian University of Fine Arts, Budapeszt. „Obrazy jak malowane”, Galeria Bielska BWA, Bielsko-Biała. „Architektura intymna / Architektura porzucona”, Galeria Kronika, Bytom.	„Wiedźma Ple Ple”, Galeria Dla, Toruń; Galeria Klimy Bocheńskiej, Warszawa. „Języki obce”, BWA Wrocław.
- 2005 – „SFX publiczność”, Kunstverein Münster. „Roaming” (z f36.6) – w ramach VILLES ANCIENNES – ART NOUVEAU, Quebec.
- 2004 – „The grey zone”, Instytut Polski Budapeszt. „Ładnie? o ładnym…”, Stary Młyn, Kraków. „Eastern Lights” (z f36.6), Motorenhalle, Drezno.	„Domowa atmosfera”, Kraków. „Nowa Huta”, Kunstverein, Münster. „BHP” (z f36.6), Instytut Sztuki Wyspa, Gdańsk. „Dialog Loci” (z f36.6), Kostrzyn nad Odrą. „SFX – prolog Prószków”, Prószków. „The workshop of thinking” (z f36.6), Mumbai.
- 2002 – „Projekt Wzgórza Trzy”, Kraków.